# Maria (Schiff, 1881)
Das Segelschiff Maria mit dem Fischereikennzeichen HF 31 ist ein hölzerner Fischerewer, der 1881 erbaut wurde und seit 1958 als Exponat des Deutschen Museums in München zu besichtigen ist. Das Schiff ist das älteste erhaltene Exemplar seiner Schiffsgattung, es war 70 Jahre in Betrieb und dabei vor allem beim Fang von Seezungen und Schollen eingesetzt. Das Schiff ist als Sachquelle in einem sehr gutem Zustand, seine Geschichte ist gut dokumentiert, so dass es einen wichtigen Teil der Geschichte der Hochseefischerei Finkenwerders veranschaulichen kann.

## 1881 bis 1904
Der Ewer Maria wurde 1880 auf der Hamburger Sietas-Werft in Cranz gebaut. Am 4. Dezember 1880 wurde der Schiffsmessbrief ausgestellt. Zum 9. März 1881 erfolgte die Registrierung für Johann Bahde im Schiffsregister. Dabei wurde die Nummer 31 erneut vergeben, denn der Schiffer Bahde hatte bereits 1869 ein Schiff mit dem gleichen Namen registriert. Mit Umsetzung des Internationalen Vertrags zur Regelung der Fischerei in der Nordsee von 1882 wurde ab Juni 1884 das Schiff mit der Fischereinummer HF 31 für Hamburg-Finkenwerder 31 gekennzeichnet. Am 26. Mai 1901, vermutlich zu Karkmess, verkaufte Johann Bahde das Schiff an den Fischer Johann Heinrich Lübben. Schon am 11. Juni 1901 verlor Lübben bei einem Sturm vor List seine Mannschaft. Sein Bestmann Heinrich Adolf Querfeld und der Junge Johannes Nicolaus Brass wurden durch eine Sturzsee von Bord gespült und ertranken. Im November 1904 hatte Lübben einen Unfall vor der Kugelbake mit dem Schiff Martina, wobei die Maria leicht beschädigt wurde. Im Oktober 1905 verkaufte Lübben das Schiff an die beiden Fischer Winter (1881–1953) und Meyer (1881–1956), Winter war mit Lübben vorher auf dem Ewer Welle <HF60> gefahren.

## 1904 bis 1951
Die Fischer Winter und Meyer begründeten eine Mackschaft, das ist ein spezieller Ausdruck dafür, dass das Boot beiden zu gleichen Teilen gehörte und beide es auch partnerschaftlich als Arbeitsmittel nutzten. Um den Ewer erwerben zu können, erhielten Winter und Meyer ein zinsfreies Darlehen des Reichsamts des Innern über 3.000 Mark, das sie bis 1917 zurückgezahlt hatten.
Es gab jeweils 1912 und 1913 Unfälle auf der Elbe. Im April 1912 kollidierte die Maria mit dem Dampfer Triton. Winter und Meyer erhielten 340 Mark als Entschädigung. Im Juni 1913 kam es zu einer Kollision mit einer Baggerschute. Der Schaden am Vorsteven wurde von der hamburgischen Staatswerft repariert. Winter und Meyer erhielten 50 Mark für ihren Verdienstausfall für die drei Tage, an denen der Ewer in der Werft lag. Im April 1922 erlitt das Schiff erneut einen Unfall mit einer Baggerschute.
Im Jahre 1924 wurde der inzwischen 45 Jahre alte Ewer als einer der letzten motorisiert. Winter und Mayer ließen einen 30 PS starken Motor der Deutschen Werke Berlin einbauen. Dafür mussten sie sich mit 7800 Goldmark verschulden. Am 16. Juni 1930 wurde das im Hafen von Helgoland liegende Boot von einem anderen Ewer gerammt und sank. Am folgenden Tag konnte das Boot geborgen und notdürftig in Stand gesetzt werden. Es wurde dann nach Finkenwerder zur Reparatur überführt.
Im Zweiten Weltkrieg wurde das Schiff mit Besatzung zur Marine eingezogen und sollte am Unternehmen Seelöwe teilnehmen. Ab dem 1. April 1941 wurde es samt Mannschaft wieder aus der Marine entlassen und diente wieder dem Fischfang.

## 1951 bis heute
1951 wurde der Ewer von einem Hamburger Kaufmann übernommen. Dieser ließ den Motor entfernen und wollte das Schiff in seinen ursprünglicheren Zustand zurückversetzen. Dafür brachte er es nach Beidenfleth. Dort gelangte es nach kurzer Zeit in die Hände des Wirtes des Beidenflether Fährhauses, der keine weiteren Investitionen mehr tätigte.
Das Deutsche Museum suchte ein weiteres zentrales Ausstellungsobjekt neben der U 1 für die Abteilung Seefahrzeuge. Im Frühjahr 1957 wurden verschiedene dafür in Frage kommende Segelfahrzeuge in Norddeutschland besichtigt, unter anderem auch, auf Anregung Gerhard Timmermanns, die in Beidenfleth im Schlick der Stör liegende Maria. Das Schiff wurde für 4.500 DM gekauft, notdürftig repariert und nach Finkenwerder geschleppt. In Finkenwerder wurde die Maria dann auf der Eckmanns-Werft in den ursprünglichen Zustand versetzt, um anschließend für den Transport zersägt zu werden. Die Teile des zukünftigen Ausstellungsstückes durften maximal zwei Meter breit sein, da sie durch den Haupteingang des Museums zur dahinter liegenden Seeschiffs-Abteilung geführt werden mussten. Am 13. April 1957 fand die Verladung auf die Bahn und die Reise nach München statt. Das Schiff wurde im Museum wieder aufgebaut und durch Weglassen der vorderen Backbordsektion schuf man für die Besucher einen Einblick in das Logis und die Bünn. Seit 1957 ist der Ewer eines der ersten Exponate, das beim Eintritt ins Museum auffällt und auch eines der meist fotografierten.

## Geschichtliche Einordnung
Der Bau und Betrieb des Ewers fiel in eine Zeit des Strukturwandels der Finkenwerder Fischereiflotte. Der Wandel war mit zunehmenden Schwierigkeiten für die Fischer aus Finkenwerder verbunden. Ab den 1890er-Jahren wirkte sich die Überfischung der Elbe negativ auf die Ertragslage der Fischer in der Weise aus, dass sie gezwungen waren, auch im Winter zu fischen. Des Weiteren wurden die Fanggebiete ins offene Meer verlegt. Dies führte dazu, dass ab 1910 die ersten Segler motorisiert wurden, ein Trend, der sich, um Zeit zu sparen, nach und nach durchsetzte. Der Betrieb auf dem offenen Meer war gefährlicher, Arbeitsunfälle verliefen oft tödlich, da die Gefahr über Bord gespült zu werden größer wurde. Durch den zunehmenden Verkehr auf der Elbe kam es zu häufigeren Unfällen.
Durch die Verschmutzung der Elbe und die langen Fahrtwege konnte der bisher in der Bünn lebend gehaltene Fisch nicht mehr nach Hamburg gebracht werden. Die Lagerung des Fisches musste auf Eis erfolgen, dazu musste Eis geladen und als neuer Arbeitsschritt der Fisch direkt nach dem Fang ausgenommen werden.

## Triva

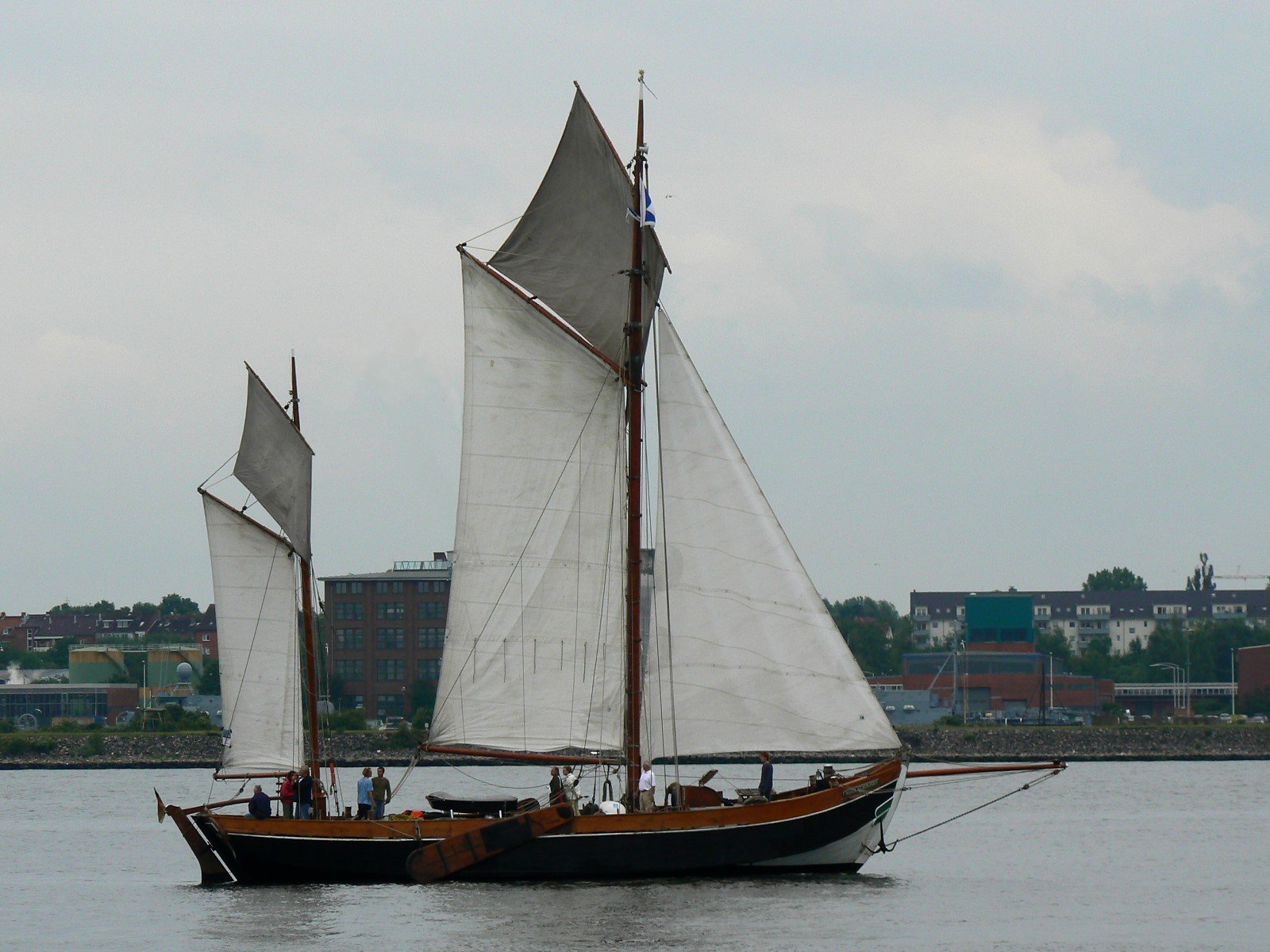
Der Nachbau in Fahrt

- Die Maria (HF31) ist in der Abteilung Seefahrzeuge des Deutschen Museums in München aufgestellt, am Schiff sind regional typische Trockenschollen aufgehängt.
- Ein Nachbau, die Maria af von Hoff, segelt seit 1981 in nördlichen Gewässern.
- Modellbausätze von diesem Schiff sind verfügbar, in Holz[23] und aus Pappe[24]
- Im Historischen Museum Bremerhaven ist ein Modell im Maßstab 1:25 vorhanden.
- Ein etwas jüngerer, hölzerner Fischerewer, die Catarina, gilt als das einzige noch segelnde Exemplar ihrer Schiffsgattung.
- Der Ewer ist auf einem 1909 entstandenen Gemälde von Johannes Holst (1880–1965) dargestellt.[6]